# Restrepia brachypus
Restrepia brachypus, the Short-column Foot Restrepia, là một loài lan có mặt từ miền tây South America to Venezuela.

## Hình ảnh

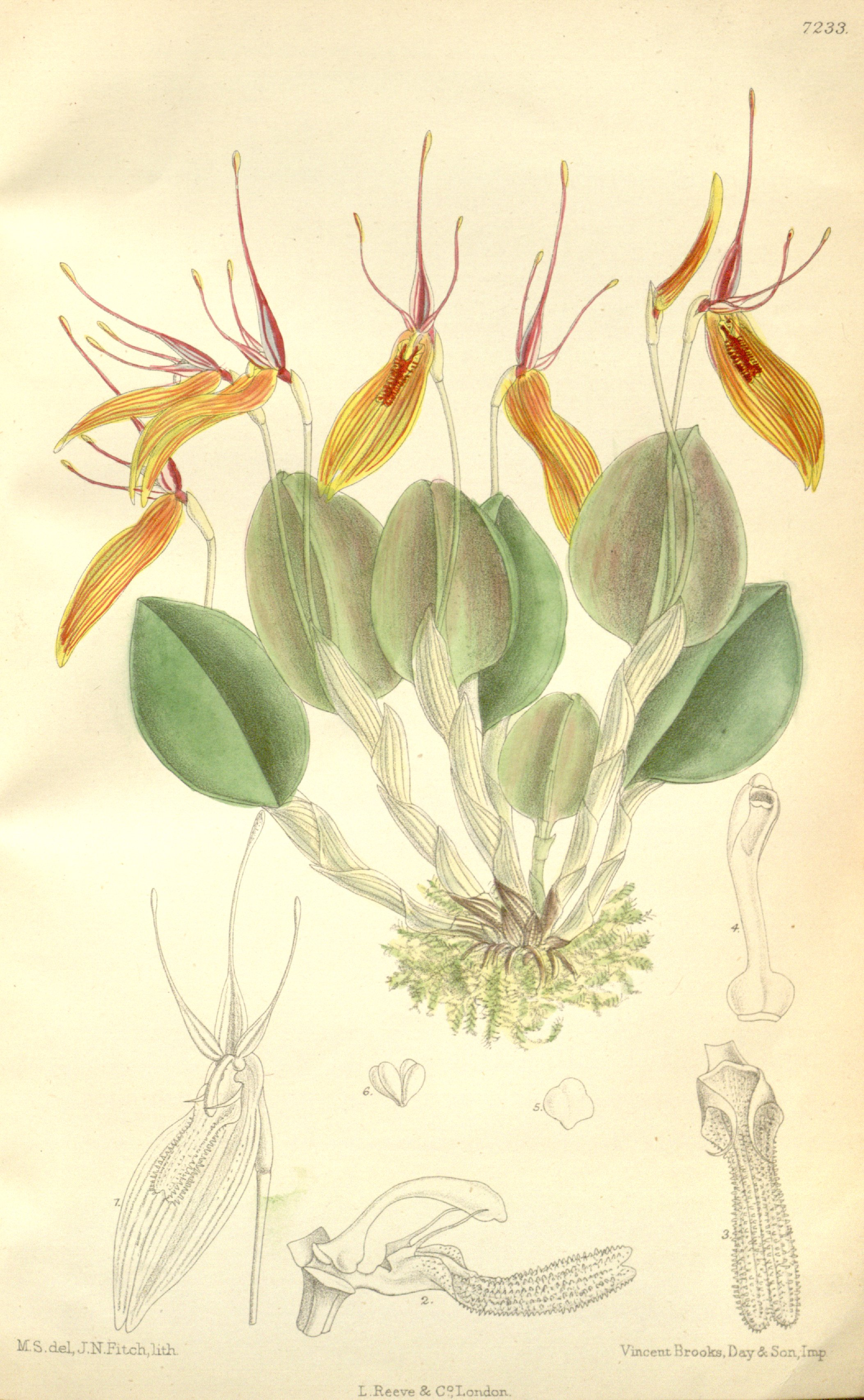